# The Black Waltz
The Black Waltz  er det fjerde studiealbum fra det finske melodisk dødsmetal-band Kalmah, og deres første med keyboardspilleren Marco Sneck. På cd'en bevæger bandet sig musikalsk længere hen mod thrash metal, som ofte er blevet nævnt som Kokko-brødrenes primære musikalske indflydelse.[kilde mangler] Vokalen er også blevet ændret fra de tidligere høje skrig/growls til en dybere, mere dødsmetal-præget vokal.[kilde mangler]
Den instrumentale "Svieri Doroga" er en kombination af navnet på deres første demo Svieri Obraza og et spor på den demo, kaldet "Vezi Doroga".
Der blev filmet en musikvideo til sangen "The Groan of Wind", som viste bandmedlemmerne spille inde i en hule og en ung dreng som bliver hjemsøgt af en gammel mand (hvis billede er vist på albummets omslag).
Albummet blev placeret i top tre melodød/Göteborg-album fra 2006 og nummer 9 på Top 20 album fra samme år på Metal Storm. Albummet nåede en placering som nr. 48 på den nationale finske hitliste.
Alle guitarsoli på albummet er spillet af Antti Kokko.

## Spor
1. "Defeat" – 5:32
2. "Bitter Metallic Side" – 4:27
3. "Time Takes Us All" – 4:22
4. "To the Gallows" – 4:40
5. "Svieri Doroga" – 1:08
6. "The Black Waltz" – 4:37
7. "With Terminal Intensity" – 4:56
8. "Man of the King" – 4:02
9. "The Groan of Wind" – 5:02
10. "Mindrust" – 4:06
11. "One from the Stands" – 4:32

### Bonusspor på japansk udgivelse
1. "This Mortal Coil"

## Fodnoter
1. 1 2  Rockdetector Kalmah Detailed Biography
2. 1 2 3  Metal Storm
3. ↑  "Kalmah.com Discography". Arkiveret fra originalen 14. oktober 2008. Hentet 16. april 2009.